# NGC 2563
NGC 2563 je galaksija u zviježđu Raku.

## Vanjske poveznice
- SEDS: NGC 2563